# Фретеуцій-Ной (комуна)
Фретеуцій-Ной (рум. Frătăuții Noi) — комуна у повіті Сучава в Румунії. До складу комуни входять такі села (дані про населення за 2002 рік):
- Костіша (1697 осіб)
- Фретеуцій-Ной (3822 особи)

Комуна розташована на відстані 388 км на північ від Бухареста, 43 км на північний захід від Сучави.
Через комуну тече річка Петріміаса, ліва притока Сучави.
У комуні річка Пунтяска впадає у Петріміасу.

## Населення
За даними перепису населення 2002 року у комуні проживали 5519 осіб.
Національний склад населення комуни:
| Національність | Кількість осіб | Відсоток |
| -------------- | -------------- | -------- |
| румуни         | 5514           | 99,9%    |
| цигани         | 4              | 0,1%     |
| серби          | 1              | < 0,1%   |

Рідною мовою назвали:
| Мова      | Кількість осіб | Відсоток |
| --------- | -------------- | -------- |
| румунська | 5518           | > 99,9%  |
| сербська  | 1              | < 0,1%   |

Склад населення комуни за віросповіданням:
| Релігія        | Кількість осіб | Відсоток |
| -------------- | -------------- | -------- |
| православні    | 4392           | 79,6%    |
| п'ятдесятники  | 933            | 16,9%    |
| адвентисти     | 11             | 0,2%     |
| бретрени       | 11             | 0,2%     |
| не релігійні   | 10             | 0,2%     |
| атеїсти        | 3              | 0,1%     |
| греко-католики | 2              | < 0,1%   |
| реформати      | 1              | < 0,1%   |